# Champagne-et-Fontaine

Champagne-et-Fontaine este o comună în departamentul Dordogne din sud-vestul Franței. În 2009 avea o populație de 392 de locuitori.

## Evoluția populației
| An        | 1975 | 1982 | 1990 | 1999 | 2006 | 2009 |
| --------- | ---- | ---- | ---- | ---- | ---- | ---- |
| Populație | 511  | 477  | 415  | 431  | 412  | 392  |